# Nunatak Desjatimetrovyj
Nunatak Desjatimetrovyj är en nunatak i Antarktis. Den ligger i Östantarktis. Australien gör anspråk på området. Toppen på Nunatak Desjatimetrovyj är 1 025 meter över havet.
Terrängen runt Nunatak Desjatimetrovyj är platt åt sydväst, men åt nordost är den kuperad. Trakten är obefolkad. Det finns inga samhällen i närheten.